# Filiation adoptive
La filiation adoptive naît avec la création par jugement d’un lien de filiation entre deux personnes qui, sous le rapport du sang, sont généralement étrangères l’une à l'autre.
On distingue l’adoption plénière et l’adoption simple.
Ce terme est aussi utilisé dans la théologie catholique pour parler de la justification.